# Marina Bojić
Marina Bojić (Beograd, 1937; djevojački Kašanin), kulturna animatorica i prevoditeljica. U rodnom gradu završila je osnovnu i srednju školu te studij književnosti. Radila je u  "Sava-centru" kao organizator kulturnih programa. S ruskog je prevela knjige:
- Boris Mihajlovič Ejhenbaum: "Književnost", Beograd, 1972.
- Anatolij Pristavkin: "Oblak zlatast prenoćio" (roman), Gornji Milanovac, 1991. (ISBN 86-367-0484-7)
- Ivan Sergejevič Turgenjev: "Lovčevi zapisi" (pripovijetke), Podgorica, 1997. (s Milošem S. Moskovljeviće; ISBN 86-427-0599-X)
- Jakov G. Černjihov: "Konstrukcije arhitektonskih i mašinskih formi", Beograd, 2006. (ISBN 86-395-0454-7)

## Napomena
Najmlađe je dijete (uz tri brata) književnika Milana Kašanina, supruga je novinara Mirka Bojića, nekadašnjeg dopisnika iz Indije, i majka Zoje Bojić, povjesničarke umjetnosti i novinarke, koja živi i radi u Australiji.
Bila je sudionica Tribine "Braća Kašanin".